# Pohinkî, Kovel
Pohinkî (în ucraineană Погіньки) este un sat în așezarea urbană Holobî din raionul Kovel, regiunea Volînia, Ucraina.

## Demografie
Componența lingvistică a localității Pohinkî
     Ucraineană (99,02%)
     Alte limbi (0,98%)
Conform recensământului din 2001, majoritatea populației localității Pohinkî era vorbitoare de ucraineană (99,02%), existând în minoritate și vorbitori de alte limbi.